# Red Riding Hood (2011)
Red Riding Hood (bra: A Garota da Capa Vermelha; prt: A Rapariga do Capuz Vermelho) é um filme canado-estadunidense de 2011, dos gêneros drama, suspense e fantasia, dirigido por Catherine Hardwicke, com roteiro de David Leslie Johnson baseado no conto de fadas Chapeuzinho Vermelho, de Charles Perrault e, depois, irmãos Grimm.
Produzido por Leonardo Di Caprio, o filme, que traz Amanda Seyfried no papel-título, foi lançado nos Estados Unidos em 11 de março de 2011.

## Sinopse
Por vinte anos, a aldeia medieval de Daggerhorn é aterrorizada por um lobisomem que se abriga nas sombras da floresta e ataca nas noites de lua cheia. Nessa aldeia vive a jovem Valerie, apaixonada por Peter mas prometida em casamento ao abastado Henry, que a ama. Para viver seu amor, o jovem casal planeja fugir, porém o lobisomem mata a irmã mais velha de Valerie. A comunidade então pede ajuda do impiedoso padre Salomon e com ele sai pela floresta no encalço da fera. Ao se deparar com o lobisomem, Valerie se dá conta de que nem tudo é o que parece e que terá de confiar em seus instintos para confiar nas pessoas certas.

## Elenco
- Amanda Seyfried como Valerie
- Shiloh Fernandez como Peter
- Max Irons como Henry Lazar
- Virginia Madsen como Suzette
- Billy Burke como Cesaire (Lobo mau)
- Julie Christie como Avó
- Gary Oldman como Padre Solomon
- Michael Shanks como Adrien Lazar
- Shauna Kain como Roxanne
- Lukas Haas como Padre Auguste

## Recepção
No site agregador de críticas Rotten Tomatoes, 10% das 193 resenhas dos críticos são positivas. O consenso diz: "Amanda Seyfried é magnética no papel de protagonista (...) mas ela está decepcionada com seus principais homens não inspirados e um roteiro dolorosamente clichê".

## Trilha sonora
A música é de Brian Reitzell e Alex Heffes e produzida pela WaterTower Music, de propriedade da Time Warner e opera como uma divisão da Warner Bros. Entertainment.
1. "Towers of the Void" – Brian Reitzell
2. "Kids" – Brian Reitzell e Alex Heffes
3. "Dead Sister" – Brian Reitzell e Alex Heffes
4. "The Wolf" – Fever Ray
5. "Mt. Grimoor" – Brian Reitzell e Alex Heffes
6. "Tavern Stalker" – Brian Reitzell e Alex Heffes
7. "Grandma’s House" – Brian Reitzell e Alex Heffes
8. "Keep the Streets Empty for Me" – Fever Ray
9. "Wolf Attack" – Brian Reitzell e Alex Heffes
10. "Just a Fragment of You" – Anthony Gonzalez de M83 e Brian Reitzell
11. "The Reveal" – Brian Reitzell e Alex Heffes
12. "Finale" – Brian Reitzell e Alex Heffes
13. "Crystal Visions" – The Big Pink

Algumas músicas adicionais do filme não são destaque na trilha sonora oficial:
- "Fire Walking" – Anthony Gonzalez e Brian Reitzell
- "Let’s Start an Orchestra" – Ken Andrews e Brian Reitzell
- "Ozu Choral" – Brian Reitzell
- "Piano Study No. 1 (Symphonic)" – Brian Reitzell